# Jogos Mundiais de Cadeirantes e Amputados
Jogos Mundiais de Cadeirantes e Amputados, anteriormente conhecido como Stoke Mandeville Wheelchair Games, e World Wheelchair Games é um evento multi-esportivo, uma competição de atletismo para atletas com deficiência múltipla.
Os Jogos foram originalmente realizados em 1948 pelo neurologista Sir Ludwig Guttmann, que organizou uma competição esportiva envolvendo veteranos da Segunda Guerra Mundial com  lesões da medula espinhal no Hospital Stoke Mandeville Hospital em Stoke Mandeville, Reino Unido, simultaneamente com os primeiros Jogos Olímpicos de Verão do pós-guerra, realizado em Londres. Em 1952, os Países Baixos se juntaram no evento, criando a primeira competição internacional de esportes para portadores de deficiência. Em 1960, a nova edição dos Jogos Stoke Mandeville foram realizados em Roma, Itália, na sequência de Jogos Olímpicos daquele ano. Estes são considerados os primeiros Jogos Paraolímpicos da história.